# Lucky Man (The Verve)
| Recensione | Giudizio |
| ---------- | -------- |
| AllMusic   |          |

Lucky Man è un singolo del gruppo musicale britannico The Verve, pubblicato il 24 novembre 1997 come terzo estratto dal terzo album in studio Urban Hymns.

## Formazione
- Richard Ashcroft – voce, chitarra acustica
- Nick McCabe – chitarra
- Simon Tong – chitarra
- Simon Jones – basso
- Peter Salisbury – batteria

Altri musicisti
- Will Malone – conduzione, arrangiamento strumenti ad arco

## Tracce
7" Regno Unito/CD Francia
1. Lucky Man – 4:53 (Richard Ashcroft)
2. Never Wanna See You Cry – 4:30 (Richard Ashcroft)

12" Regno Unito
1. Lucky Man – 4:57 (Richard Ashcroft)
2. Never Wanna See You Cry – 4:32 (Richard Ashcroft)
3. MSG – 7:02 (Richard Ashcroft)
4. The Longest Day – 7:23 (Richard Ashcroft)

Durata totale: 23:54
CD Australia, Italia, Europa
1. Lucky Man – 4:57 (Richard Ashcroft)
2. MSG – 7:02 (Richard Ashcroft)
3. The Longest Day – 7:23 (Richard Ashcroft)
4. Lucky Man (Happiness More Or Less) – 4:56 (Richard Ashcroft)

CD Paesi Bassi, Regno Unito
1. Lucky Man – 4:53 (Richard Ashcroft)
2. Never Wanna See You Cry – 4:30 (Richard Ashcroft)
3. History – 5:31 (Richard Ashcroft)

CD promo Regno Unito
1. Lucky Man – 4:56 (Richard Ashcroft)

CD promo USA
1. Lucky Man (Radio Edit) – 4:20
2. Lucky Man (Album Version) – 4:53
3. Lucky Man (Call Out Research Hook #1) – 0:10
4. Lucky Man (Call Out Research Hook #2) – 0:13
5. Lucky Man (Call Out Research Hook #3) – 0:10

CDr promo USA
1. Lucky Man (U.S. Radio Edit) – 4:22

MC Regno Unito
1. Lucky Man
2. Never Wanna See You Cry
3. History
4. Lucky Man
5. Never Wanna See You Cry
6. History

VHS Australia e Nuova Zelanda
1. Lucky Man
2. Bitter Sweet Symphony
3. Lucky Man (Uk Version)

## Classifiche
| Classifica (1997/98)            | Posizione massima |
| ------------------------------- | ----------------- |
| Australia                       | 60                |
| Belgio (Fiandre)                | 67                |
| Canada                          | 25                |
| Finlandia                       | 16                |
| Francia                         | 88                |
| Germania                        | 89                |
| Irlanda                         | 16                |
| Italia                          | 27                |
| Nuova Zelanda                   | 38                |
| Regno Unito                     | 7                 |
| Stati Uniti (adult alternative) | 14                |
| Stati Uniti (alternative)       | 16                |